# Představitelé Tibetu
Představitelé Tibetu stojí v čele správy Tibetské autonomní oblasti. V čele správy Tibetu stojí předseda (ču-si, 主席) řídící lidovou vládu Tibetské autonomní oblasti (Si-cang c’-č’-čchü žen-min čeng-fu, 西藏自治区人民政府). Nejvyšší politické postavení v oblasti má však tajemník tibetského oblastního výboru Komunistické strany Číny, vládnoucí politické strany oblasti i celého státu. K dalším předním představitelům Tibetu patří předseda oblastního lidového shromáždění (zastupitelského sboru) a předseda oblastního výboru Čínského lidového politického poradního shromáždění (ČLPPS).
V politickém systému Čínské lidové republiky, analogicky k centrální úrovni, má příslušný regionální výbor komunistické strany v čele s tajemníkem ve svých rukách celkové vedení, lidová vláda v čele předsedou (u autonomní oblasti), guvernérem (u provincie) nebo starostou (u města) řídí administrativu regionu, lidové shromáždění plní funkce zastupitelského sboru a lidové politické poradní shromáždění má poradní a konzultativní funkci.

## Tajemníci tibetského oblastního výboru Komunistické strany Číny (od 1950)
Komunisty Tibetu po roce 1950 vedl oblastní výbor strany v čele s tajemníkem, resp. prvním tajemníkem. Po zřízení oblastního revolučního výboru v září 1968 jeho předseda stanul i v čele komunistů provincie. Od roku 1971 opět fungoval oblastní výbor strany v čele s prvním tajemníkem. Od poloviny 80. let v čele oblastního výboru KS Číny stojí tajemník s několika zástupci tajemníka.
Ve sloupci „Další funkce“ jsou uvedeny nejvýznamnější úřady zastávané současně s výkonem funkce tajemníka oblastního výboru strany, případně pozdější působení v politbyru a stálém výboru politbyra.
| Jméno (životní data)                 | Od            | Do            | Další funkce a poznámky |
| ------------------------------------ | ------------- | ------------- | --- |
| Čang Kuo-chua (张国华) (1914–1972)   | leden 1950    | červen 1951   | poprvé |
| Fan Ming (范明) (1914–2010)          | červen 1951   | prosinec 1951 | |
| Čang Ťing-wu (张经武) (1906–1971)    | březen 1952   | srpen 1965    | |
| Čang Kuo-chua (张国华) (1914–1972)   | září 1965     | únor 1967     | podruhé, velitel Tibetského vojenského okruhu (1952–1968), předseda tibetského oblastního výboru ČLPPS (1965–1967), později předseda s’čchuanského revolučního výboru (1968–1972), první tajemník s’čchuanského provinčního výboru KS Číny (1971–1972)                                                                                     |
| Žen Žung (任荣) (1917–2017)          | srpen 1971    | březen 1980   | předseda tibetského revolučního výboru (1970–1979), předseda tibetského oblastního výboru ČLPPS (1977–1981) |
| Jin Fa-tchang (阴法唐) (* 1922)      | březen 1980   | červen 1985   | předseda tibetského oblastního výboru ČLPPS (1981–1984) |
| Wu Ťing-chua (伍精華) (1931–2007)    | červen 1985   | prosinec 1988 | |
| Chu Ťin-tchao (胡锦涛) (* 1942)      | prosinec 1988 | listopad 1992 | předtím první tajemník Komunistického svazu mládeže Číny (1984–1985), později tajemník kuejčouského provinčního výboru KS Číny (1985–1988), člen stálého výboru politbyra (1992–2012), generální tajemník ÚV KS Číny (2002–2012), prezident ČLR (2003–2013) a předseda ústředních vojenských komisí ÚV KS Číny a ČLR (2004/2005–2012/2013) |
| Čchen Kchuej-jüan (陈奎元) (* 1941)  | listopad 1992 | září 2000     | později tajemník chenanského provinčního výboru KS Číny (2000–2002), místopředseda celostátního výboru ČLPPS (2003–2013), předseda Čínské akademie sociálních věd (2003–2013) |
| Kuo Ťin-lung (郭金龙) (* 1947)       | září 2000     | prosinec 2004 | později tajemník anchuejského provinčního výboru KS Číny (2004–2007), starosta Pekingu (2007–2012), tajemník pekingského městského výboru KS Číny (2012–2017), člen politbyra ÚV KS Číny (2012–2017) |
| Jang Čchuan-tchang (杨传堂) (* 1954) | prosinec 2004 | listopad 2005 | předtím guvernér Čching-chaje (2003–2004), později ministr dopravy (2012–2016), místopředseda celostátního výboru ČLPPS (2018–2023) |
| Čang Čching-li (张庆黎) (* 1951)     | listopad 2005 | srpen 2011    | později tajemník chepejského provinčního výboru KS Číny (2011–2013), místopředseda celostátního výboru ČLPPS (2013–2023) |
| Čchen Čchüan-kuo (陈全国) (* 1955)   | srpen 2011    | srpen 2016    | předtím guvernér Che-peje (2009–2011), později tajemník sinťiangského oblastního výboru KS Číny (2016–2021) |
| Wu Jing-ťie (吴英杰) (* 1956)        | srpen 2016    | říjen 2021    | |
| Wang Ťün-čeng (王君正) (* 1963)      | říjen 2021    | ve funkci     | |

## Předsedové lidové vlády Tibetu (od 1956)
Civilní administrativu Tibetu v letech 1956–1965 řídil přípravný výbor tibetské autonomní oblasti, od září 1965 lidový výbor v čele s předsedou. Od září 1968 do srpna 1979 správu oblasti vedl revoluční výbor tibetské autonomní oblasti v čele s předsedou. Od srpna 1979 stojí v čele administrativy oblasti opět lidová vláda vedená předsedou.
| Jméno (životní data)                                    | Od            | Do            | Další funkce a poznámky |
| ------------------------------------------------------- | ------------- | ------------- | --- |
| Tändzin Gjamccho (བསྟན་འཛིན་རྒྱ་མཚོ་) (* 1935)               | duben 1956    | březen 1959   | Tibeťan, dalajláma, místopředseda stálého výboru VSLZ (1954–1959)                                                                                |
| Čhökji Gjalcchän (ཆོས་ཀྱི་རྒྱལ་མཚན) (1938–1989)              | březen 1959   | prosinec 1964 | Tibeťan, pančenláma, >místopředseda stálého výboru VSLZ (1954–1959 a 1980–1989), místopředseda celostátního výboru ČLPPS (1954–1964 a 1979–1983) |
| Ngaphö Ngawangdžigme (ང་ཕོད་ངག་དབང་འཇིགས་མེད་) (1910–2009) | prosinec 1964 | září 1968     | Tibeťan, poprvé, místopředseda stálého výboru VSLZ (1965–1993), místopředseda celostátního výboru ČLPPS (1993–2009)                              |
| Ceng Jung-ja (曾雍雅) (1917–1995)                       | září 1968     | listopad 1970 | |
| Žen Žung (任荣) (1917–2017)                             | listopad 1970 | srpen 1979    | první tajemník tibetského oblastního výboru KS Číny (1971–1980), předseda tibetského oblastního výboru ČLPPS (1977–1981)                         |
| Sanggjä Ješe (སངས་རྒྱས་ཡེ་ཤེས) (1917–2008)                  | srpen 1979    | duben 1981    | Tibeťan |
| Ngaphö Ngawangdžigme (ང་ཕོད་ངག་དབང་འཇིགས་མེད་) (1910–2009) | duben 1981    | květen 1983   | Tibeťan, podruhé, předseda tibetského oblastního lidového shromáždění (1979–1981 a 1983–1993)                                                    |
| Dordže Cchetän (རྡོ་རྗེ་ཚེ་བརྟན་) (1926–2013)                 | květen 1983   | prosinec 1985 | Tibeťan |
| Dordže Cchering (རྡོ་རྗེ་ཚེ་རིང་) (* 1939)                    | prosinec 1985 | květen 1990   | Tibeťan, ministr občanských záležitostí (1993–2003)                                                                                              |
| Gjalmčhän Norbu (རྒྱལ་མཚན་ནོར་བུ་) (* 1932)                 | květen 1990   | květen 1998   | Tibeťan |
| Legčchö (ལེགས་མཆོག) (* 1944)                              | květen 1998   | květen 2003   | Tibeťan, později předseda tibetského oblastního lidového shromáždění (2003–2010)                                                                 |
| Čhampa Phüncchog (བྱང་པ་ཕུན་ཚོགས) (* 1947)                 | květen 2003   | leden 2010    | Tibeťan, později předseda tibetského oblastního lidového shromáždění (2010–2013), místopředseda stálého výboru VSLZ (2013–2018)                  |
| Padma Čhöling (པདྨ་འཕྲིན་ལས་) (* 1951)                     | leden 2010    | leden 2013    | Tibeťan, později předseda tibetského oblastního lidového shromáždění (2013–2017), místopředseda stálého výboru VSLZ (2018–2023)                  |
| Losang Gjalcen (བློ་བཟང་རྒྱལ་མཚན) (* 1957)                  | leden 2013    | leden 2017    | Tibeťan, později předseda tibetského oblastního lidového shromáždění (2017– ), místopředseda stálého výboru VSLZ (2023– )                        |
| Čhe Dalha (ཆེ་དགྲ་ལྷ) (* 1958)                             | leden 2017    | říjen 2021    | Tibeťan |
| Jen Ťin-chaj (严金海) (* 1962)                          | říjen 2021    | listopad 2024 | Tibeťan, později předseda tibetského oblastního lidového shromáždění (2025– )                                                                    |
| Karma Cchetän (སྐར་མ་ཚེ་བརྟན) (* 1967)                     | listopad 2024 | v úřadu       | Tibeťan |

## Předsedové tibetského oblastního lidového shromáždění (od 1979)
| Jméno (životní data)                                    | Od          | Do            | Další funkce a poznámky |
| ------------------------------------------------------- | ----------- | ------------- | --- |
| Ngaphö Ngawangdžigme (ང་ཕོད་ངག་དབང་འཇིགས་མེད་) (1910–2009) | srpen 1979  | duben 1981    | Tibeťan, poprvé, předtím předseda přípravného výboru/lidového výboru Tibetské autonomní oblasti (1964–1968), později předseda lidové vlády Tibetu (1981–1983) |
| Jang Tung-šeng (杨东生) (1918–1982)                     | duben 1981  | listopad 1982 | Tibeťan, zemřel ve funkci |
| Ngaphö Ngawangdžigme (ང་ཕོད་ངག་དབང་འཇིགས་མེད་) (1910–2009) | únor 1983   | leden 1993    | Tibeťan, podruhé |
| Raidi (རག་སྡི་) (* 1938)                                  | leden 1993  | květen 2003   | Tibeťan, předtím předseda tibetského oblastního výboru ČLPPS (1986–1993), později místopředseda stálého výboru VSLZ (2003–2008)                               |
| Legčchö (ལེགས་མཆོག) (* 1944)                              | květen 2003 | leden 2010    | Tibeťan, předtím předseda lidové vlády Tibetu (1998–2003) |
| Čhampa Phüncchog (བྱམས་པ་ཕུན་ཚོགས) (* 1947)                | leden 2010  | leden 2013    | Tibeťan, předtím předseda lidové vlády Tibetu (2003–2010), později místopředseda stálého výboru VSLZ (2013–2018)                                              |
| Padma Čhöling (པདྨ་འཕྲིན་ལས་) (* 1951)                     | leden 2013  | leden 2017    | Tibeťan, předtím předseda lidové vlády Tibetu (2010–2013), později místopředseda stálého výboru VSLZ (2018–2023)                                              |
| Losang Gjalcen (བློ་བཟང་རྒྱལ་མཚན (* 1957)                   | leden 2017  | leden 2025    | Tibeťan, předtím předseda lidové vlády Tibetu (2013–2017), místopředseda stálého výboru VSLZ (2023– )                                                         |
| Jen Ťin-chaj (严金海 (* 19627)                          | leden 2025  | v úřadu       | Tibeťan, předtím předseda lidové vlády Tibetu (2021–2024) |

## Předsedové tibetského oblastního výboru Čínského lidového politického poradního shromáždění (ČLPPS, od 1959)
| Jméno (životní data)                                     | Od            | Do          | Další funkce a poznámky |
| -------------------------------------------------------- | ------------- | ----------- | --- |
| Tchan Kuan-san (谭冠三) (1905–1985)                      | prosinec 1959 | září 1965   | |
| Čang Kuo-chua (张国华) (1914–1972)                       | září 1965     | 1967        | tajemník/první tajemník tibetského oblastního výboru KS Číny (1950–1951 a 1965–1967), velitel Tibetského vojenského okruhu (1952–1968), později předseda s’čchuanského revolučního výboru (1968–1972), první tajemník s’čchuanského provinčního výboru KS Číny (1971–1972) |
| Žen Žung (任荣) (1917–2017)                              | prosinec 1977 | duben 1981  | předseda tibetského revolučního výboru (1970–1979), první tajemník tibetského oblastního výboru KS Číny (1971–1980) |
| Jin Fa-tchang (阴法唐) (* 1922)                          | duben 1981    | duben 1984  | první tajemník tibetského oblastního výboru KS Číny (1980–1985) |
| Jangling Dordže (杨岭多吉) (* 1931)                      | duben 1984    | květen 1986 | Tibeťan |
| Raidi (རག་སྡི་) (* 1938)                                   | květen 1986   | leden 1993  | Tibeťan, později předseda tibetského oblastního lidového shromáždění (1993–2003), místopředseda stálého výboru VSLZ (2003–2008) |
| Pagpalha Geleg Namgjal (འཕགས་པ་ལྷ་དགེ་ལེགས་རྣམ་རྒྱལ་) (* 1940) | leden 1993    | ve funkci   | Tibeťan, místopředseda celostátního výboru ČLPPS (1959–1993 a 2003– ), místopředseda stálého výboru VSLZ (1993–2003) |